# خرامان‌پا
خرامان‌پا (نام علمی: Aletopus) نام یک سرده از تیره شاپرکان جغدی است.